# Житомирська міська рада
Жито́мирська міська́ ра́да — орган місцевого самоврядування Житомирської міської територіальної громади з розміщенням у місті Житомирі.

## Склад ради

### VIII скликання
Рада складається з 42 депутатів та голови.
На чергових місцевих виборах 2020 року було обрано 42 депутати ради, з них (за суб'єктами висування): Пропозиція — 16, «Слуга народу» — 7, «Опозиційна платформа — За життя» та «Європейська Солідарність» — по 6, «Сила і честь» — 4 та Всеукраїнське об'єднання «Батьківщина» — 3.
Головою громади обрали члена та висуванця «Пропозиції» Сергія Сухомлина, чинного Житомирського міського голову.
19 вересня 2024 року міська рада достроково припинила повноваження міського голови Сергія Сухомлина, виконуючою обов'язки стала секретарка Галина Шиманська.

### VII скликання
Рада складається з 42 депутатів та голови.
- Голова ради: Сухомлин Сергій Іванович
- Секретар ради: Чиж Наталія Михайлівна

#### Депутати VII скликання
За результатами місцевих виборів 2015 року депутатами ради стали:

##### За суб'єктами висування
| Партія            | Депутатів | %     |
| ----------------- | --------- | ----- |
| Блок Порошенка    | 11        | 26.19 |
| Батьківщина       | 10        | 23.81 |
| Самопоміч         | 7         | 16.67 |
| Свобода           | 5         | 11.90 |
| Опозиційний блок  | 5         | 11.90 |
| Радикальна партія | 4         | 9.52  |

##### За округами
| Округ             | ПІБ                                | Дата нар.  | Освіта              | Партія             | Відомості                                                                                              |
| ----------------- | ---------------------------------- | ---------- | ------------------- | ------------------ | --- |
| Блок Порошенка    |                                    |            |                     |                    | |
| пк                | Сухомлин Сергій Іванович           | 21.06.1971 | вища                | БПП «Солідарність» | Виконавчий комітет Житомирської міської ради, перший заступник Житомирського міського голови           |
| 29                | Янушевич Микола Вікторович         | 30.04.1975 | професійно-технічна | безпартійний       | ФОП |
| 19                | Мойсеєв Юрій Володимирович         | 27.08.1977 | вища                | безпартійний       | не працює                                                                                              |
| 24                | Єремейчук Костянтин Юрійович       | 31.05.1979 | вища                | безпартійний       | ТОВ «Фортеця-К», директор                                                                              |
| 33                | Рудь Петро Володимирович           | 25.04.1956 | вища                | безпартійний       | ПАТ "Житомирський маслозавод, голова правління                                                         |
| 6                 | Ткачук Дмитро Григорович           | 25.03.1987 | вища                | безпартійний       | ФОП |
| 22                | Черняхович Олександр Мирославович  | 12.08.1969 | професійно-технічна | БПП «Солідарність» | ТОВ «Сталь-сервіс», директор                                                                           |
| 41                | Башек Володимир Йосипович          | 12.10.1947 | вища                | безпартійний       | «Центральна дитяча міська лікарня», головний лікар                                                     |
| 23                | Жигадло Лариса Миколаївна          | 06.10.1966 | вища                | безпартійна        | ПАТ «Житомирський маслозавод», директор з якості                                                       |
| 27                | Блажкевич Ольга Михайлівна         | 08.11.1970 | вища                | безпартійна        | ПАТ «Житомирський маслозавод», начальна юридичного відділу                                             |
| 8                 | Фурлет Іван Володимирович          | 16.03.1989 | вища                | безпартійний       | Приватне підприємстві радіо-передавальний центр телерадіокомпанія «Ефір», технічний директор           |
| Батьківщина       |                                    |            |                     |                    | |
| пк                | Цимбалюк Любов Володимирівна       | 17.03.1964 | вища                | ВО «Батьківщина»   | Житомирська міська рада, секретар, в.о. міського голови                                                |
| 1                 | Величко Олександр Юлійович         | 03.07.1983 | вища                | безпартійний       | Школа № 10, директор                                                                                   |
| 12                | Онопрієнко Тетяна Миколаївна       | 11.03.1972 | вища                | безпартійна        | Житомирський педуніверситет ім. Франка, доцент                                                         |
| 18                | Кропивницька Людмила Геннадіївна   | 28.01.1972 | вища                | безпартійна        | Товариство з обмеженою відповідальністю «Люцина», менеджер                                             |
| 20                | Пидюра Сергій Михайлович           | 29.06.1970 | вища                | безпартійний       | Приватний підприємець                                                                                  |
| 10                | Скоропад Ігор Михайлович           | 11.03.1963 | вища                | безпартійний       | Асоціація ОСББ «Жито — Мир», голова                                                                    |
| 36                | Мартинчук Іван Володимирович       | 04.07.1983 | вища                | безпартійний       | Житомирський Технологічний університет, доцент                                                         |
| 37                | Гор Валерій Михайлович             | 10.04.1980 | вища                | безпартійний       | Житомирський автодорожній коледж, викладач                                                             |
| 19                | Забродський Геннадій Олександрович | 05.10.1961 | вища                | ВО «Батьківщина»   | Житомирська обласна державна адміністрація, директор департаменту житолово-комунального господарства   |
| 3                 | Шевченко Василь Русланович         | 18.05.1981 | вища                | безпартійний       | СТ «Балтимор», директор                                                                                |
| Самопоміч         |                                    |            |                     |                    | |
| пк                | Чиж Наталія Михайлівна             | 06.02.1972 | вища                | «Самопоміч»        | Приватне підприємство «Агромакс Трейд», директор                                                       |
| 11                | Юзвинський Юрій Казімирович        | 04.08.1969 | вища                | безпартійний       | ФОП |
| 38                | Шевчук Валерій Леонтійович         | 29.10.1961 | вища                | безпартійний       | ЗОШ № 33, вчитель                                                                                      |
| 35                | Рибак Олександр Юрійович           | 04.04.1972 | вища                | «Самопоміч»        | ФОП |
| 39                | Хмілевський Олег Станіславович     | 29.08.1973 | вища                | безпартійний       | ФОП |
| 27                | Карпенко Володимир Миколайович     | 19.10.1982 | вища                | «Самопоміч»        | ТОВ «КМА», директор                                                                                    |
| 23                | Ракович Антон Юрійович             | 14.10.1993 | незакінчена вища    | безпартійний       | не працює                                                                                              |
| Свобода           |                                    |            |                     |                    | |
| пк                | Брокарєв Віктор Георгійович        | 07.01.1971 | вища                | ВО «Свобода»       | ЖОКЛ ім. Гербачевського, лікар-кардіолог                                                               |
| 4                 | Онищук Сергій Валерійович          | 27.12.1977 | вища                | ВО «Свобода»       | ТОВ «Промреєстр», начальник відділу                                                                    |
| 21                | Боровський Михайло Миколайович     | 27.11.1962 | загальна середня    | ВО «Свобода»       | ФОП |
| 13                | Черняхович Олег Валентинович       | 10.09.1968 | вища                | ВО «Свобода»       | ОСББ «Агат- Житомир», голова правління                                                                 |
| 39                | Махорін Геннадій Леонідович        | 25.06.1965 | вища                | безпартійний       | ЖНАЕУ, доцент кафедри суспільних наук                                                                  |
| Опозиційний блок  |                                    |            |                     |                    | |
| пк                | Леонченко Наталія Петрівна         | 04.12.1971 | вища                | «Опозиційний блок» | Житомирський інститут медсестринства, викладач                                                         |
| 9                 | Кучик Василь Каримович             | 14.02.1953 | вища                | безпартійний       | ТОВ «Будінвест-КВК», директор                                                                          |
| 24                | Тичина Володимир Андрійович        | 03.04.1973 | вища                | безпартійний       | ВЖРЕП № 4 Житомира, директор підприємства                                                              |
| 35                | Колесник Сергій Володимирович      | 01.10.1966 | вища                | безпартійний       | ТОВ «Курола», директор                                                                                 |
| 16                | Шуст Володимир Петрович            | 11.02.1975 | вища                | безпартійний       | Комунальне підприємства «Реклама» Житомирської міської ради, директор                                  |
| Радикальна партія |                                    |            |                     |                    | |
| пк                | Ракович Олександр Іванович         | 28.11.1971 | вища                | Радикальна партія  | ТОВ ТК «Полісся Продукт», генеральний директор                                                         |
| 17                | Савіцький Владислав Валентинович   | 04.04.1993 | вища                | безпартійний       | Житомирський державний технологічний університет, голова первинної профспілкової організації студентів |
| 13                | Ярмоленко Ірина Василівна          | 06.10.1991 | вища                | безпартійна        | Житомирська міська рада, журналіст                                                                     |
| 32                | Манухін Максим Леонідович          | 23.04.1991 | вища                | Радикальна партія  | Фізична особа-підприємець                                                                              |

### VI скликання
За результатами місцевих виборів 2010 року депутатами ради стали:

#### За суб'єктами висування
| Партія                            | Депутатів | %    |
| --------------------------------- | --------- | ---- |
| Батьківщина                       | 16        | 26,7 |
| Партія регіонів                   | 14        | 23,3 |
| Фронт змін                        | 10        | 16,7 |
| Рідне місто                       | 8         | 13,3 |
| КПУ                               | 2         | 3,3  |
| Молодіжна партія України          | 2         | 3,3  |
| Свобода                           | 2         | 3,3  |
| УДАР                              | 2         | 3,3  |
| Наша Україна                      | 1         | 1,7  |
| Сильна Україна                    | 1         | 1,7  |
| Українська платформа              | 1         | 1,7  |
| Українська республіканська партія | 1         | 1,7  |

#### За округами
| Округ                             | Прізвище, ім'я, по батькові         | Дата визнання обраним | Освіта             | Партійна приналежність                                              | Відомості про обраного депутата |
| --------------------------------- | ----------------------------------- | --------------------- | ------------------ | ------------------------------------------------------------------- | --- |
| Комуністична партія України       |                                     |                       |                    |                                                                     | |
| б/м                               | Романюк Микола Федорович            | 05.11.2010            | вища               | член Комуністичної партії України                                   | Житомирська філія АТ «Укрінбанк», директор                                                                                              |
| б/м                               | Стрякіна Зінаїда Олександрівна      | 05.11.2010            | вища               | член Комуністичної партії України                                   | пенсіонер |
| Молодіжна партія України          |                                     |                       |                    |                                                                     | |
| б/м                               | Заславський Михайло Віталійович     | 05.11.2010            | вища               | позапартійний                                                       | ДК «Укртранснафта» НАК «Нафтогаз України», заступник директора                                                                          |
| б/м                               | Іваницький Ігор Миколайович         | 05.11.2010            | незакінчена вища   | позапартійний                                                       | ТОВ ЖМРК «КРОК Радіо», головний редактор                                                                                                |
| Партія регіонів                   |                                     |                       |                    |                                                                     | |
| б/м                               | Туфанов Микола Григорович           | 05.11.2010            | вища               | член Партії регіонів                                                | ВАТ «Укрлітнасінтрави», директор |
| б/м                               | Гречко Сергій Миколайович           | 05.11.2010            | вища               | член Партії регіонів                                                | ВАТ «Єлектровимірювач», голова правління                                                                                                |
| б/м                               | Гірук Володимир Віталійович         | 05.11.2010            | вища               | член Партії регіонів                                                | Житомирська Державна податкова інспекція, начальник                                                                                     |
| б/м                               | Симон Микола Анатолійович           | 05.11.2010            | вища               | член Партії регіонів                                                | Дочірнє підприємство «Відлуння», директор                                                                                               |
| б/м                               | Шуст Володимир Петрович             | 05.11.2010            | вища               | член Партії регіонів                                                | Інформаційно-видавничий центр міської ради, директор                                                                                    |
| б/м                               | Голішевський Сергій Анатолійович    | 05.11.2010            | вища               | член Партії регіонів                                                | ВАТ фірма «Рада», голова правління |
| 5                                 | Малиновський Олег Антонович         | 05.11.2010            | вища               | член Партії регіонів                                                | пп «Малиновський», директор |
| 8                                 | Леонченко Наталья Петрівна          | 05.11.2010            | вища               | член Партії регіонів                                                | Житомирський інститут медсистринства, начальник навчально-методичного відділу                                                           |
| 13                                | Самборський Юрій Анатолійович       | 05.11.2010            | вища               | член Партії регіонів                                                | ЗАТ «АгроБІМ», голова Спостережної Ради                                                                                                 |
| 17                                | Самчук Олег Григорович              | 05.11.2010            | вища               | член Партії регіонів                                                | Житомирський ремонт електромереж, директор                                                                                              |
| 19                                | Кучик Василь Карімович              | 05.11.2010            | вища               | член Партії регіонів                                                | ТзОВ «Інвест Плюс», директор |
| 21                                | Онопрієнко Валерій Васильович       | 05.11.2010            | вища               | член Партії регіонів                                                | ВАТ"Житомирський комбінат силікатних виробів", голова правління                                                                         |
| 26                                | Сарно Андрій Васильович             | 05.11.2010            | вища               | Фронт змін                                                          | Житомирська обласна Державна хлібна інспекція, начальник інспекції                                                                      |
| 27                                | Янчук Ірина Мечиславівна            | 05.11.2010            | вища               | член Партії регіонів                                                | Житомирська загальноосвітня школа № 26, директор                                                                                        |
| Батьківщина                       |                                     |                       |                    |                                                                     | |
| б/м                               | Савенко Микола Миколайович          | 05.11.2010            | вища               | член Всеукраїнського об'єднання «Батьківщина»                       | ТОВ «Фірма Віндзор», директор |
| б/м                               | Колесник Сергій Володимирович       | 05.11.2010            | вища               | член Всеукраїнського об'єднання «Батьківщина»                       | ТОВ «Курола», м. Житомир, директор |
| б/м                               | Симанько Людмила Петрівна           | 05.11.2010            | вища               | член Всеукраїнського об'єднання «Батьківщина»                       | пенсіонер |
| б/м                               | Лілік Андрій Євгенович              | 05.11.2010            | вища               | член Всеукраїнського об'єднання «Батьківщина»                       | Приватне підприємство «Проспер», м. Житомир, директор                                                                                   |
| б/м                               | Ткаченко Юрій Вікторович            | 05.11.2010            | вища               | член Всеукраїнського об'єднання «Батьківщина»                       | ТОВ «Ринок», ТОВ «Зигзаг», Приватне підприємство «Відлуння», директор                                                                   |
| б/м                               | Савченко Ганна Володимирівна        | 05.11.2010            | середня спеціальна | позапартійна                                                        | приватний підприємець, директор |
| б/м                               | Забродський Геннадій Олександрович  | 05.11.2010            | вища               | член Всеукраїнського об'єднання «Батьківщина»                       | Комунальне підприємство Житомирської обласної ради Дирекція «Чернобильбуд», директор                                                    |
| 7                                 | Горай Олег Станіславович            | 05.11.2010            | вища               | член Всеукраїнського об'єднання «Батьківщина»                       | Коростишівська державна нотаріальна контора, стажист                                                                                    |
| 9                                 | Радько Олександр Сергійович         | 05.11.2010            | вища               | член Всеукраїнського об'єднання «Батьківщина»                       | Житомирська обласна рада, радник голови                                                                                                 |
| 10                                | Дехтяренко Василь Миколайович       | 05.11.2010            | вища               | член Всеукраїнського об'єднання «Батьківщина»                       | Церква «Ісуса Христа», єпіскоп |
| 11                                | Примаченко Микола Святославович     | 05.11.2010            | вища               | член Всеукраїнського об'єднання «Батьківщина»                       | Житомирська філія Державного підприємства МВС України «Ін форм Ресурс», директор                                                        |
| 15                                | Єлісєєв Олег Валерійович            | 05.11.2010            | вища               | член Всеукраїнського об'єднання «Батьківщина»                       | ТзОВ «Грінгарден-Житомир», директор |
| 16                                | Цимбалюк Любов Володимирівна        | 05.11.2010            | вища               | член Всеукраїнського об'єднання «Батьківщина»                       | Салон краси «Шарм», директор |
| 18                                | Позняк Валентина Леонідівна         | 05.11.2010            | вища               | позапартійна                                                        | Клуб Жит.навчально-виробничого підпр. Українського товариства сліпих, завідувачка                                                       |
| 20                                | Савицький Аркадій Альфредович       | 05.11.2010            | вища               | член Всеукраїнського об'єднання «Батьківщина»                       | ВАТ «Автотранспортне підприємство 11827», начальник технічного відділу                                                                  |
| 30                                | Кучерявенко Іван Іванович           | 05.11.2010            | вища               | член Всеукраїнського об'єднання «Батьківщина»                       | ТзОВ «Світ-Еко», директор |
| Свобода                           |                                     |                       |                    |                                                                     | |
| б/м                               | Стойко Валентин Михайлович          | 05.11.2010            | вища               | член Всеукраїнського об'єднання «Свобода»                           | Житомирська районна рада, радник голови                                                                                                 |
| б/м                               | Онищук Сергій Валерійович           | 05.11.2010            | вища               | член Всеукраїнського об'єднання «Свобода»                           | ТОВ «Українська Соц.-Розстрочка», директор                                                                                              |
| Наша Україна                      |                                     |                       |                    |                                                                     | |
| 6                                 | Янушевич Микола Вікторович          | 05.11.2010            | вища               | позапартійний                                                       | ФОП Янушевич М. В., директор |
| Рідне місто                       |                                     |                       |                    |                                                                     | |
| б/м                               | Шелудченко Віра Тимофіївна          | 05.11.2010            | вища               | позапартійна                                                        | Виконавчий комітет Житомирської міської ради, голова                                                                                    |
| б/м                               | Машковський Сергій Олександрович    | 05.11.2010            | вища               | «Рідне місто»                                                       | Компанія «Мега Моторс Груп», директор                                                                                                   |
| б/м                               | Єремейчук Костянтин Юрійович        | 05.11.2010            | вища               | «Рідне місто»                                                       | КП «Інспекція з благоустрою м. Житомира», начальник                                                                                     |
| 2                                 | Півоварова Світлана Іванівна        | 05.11.2010            | вища               | позапартійна                                                        | Виконавчий комітет Житомирської міської ради, начальник управління житлового господарства міської ради                                  |
| 4                                 | Башек Володимир Йосипович           | 05.11.2010            | вища               | «Рідне місто»                                                       | КУ «Центральна дитяча міська лікарня», головний лікар                                                                                   |
| 25                                | Янушевич Юрій Євгенович             | 05.11.2010            | вища               | позапартійний                                                       | ЖКП електричних мереж зовнішнього освітлення «Міськсвітло», директор                                                                    |
| 28                                | Гундич Ігор Петрович                | 05.11.2010            | вища               | «Рідне місто»                                                       | Виконавчий комітет Житомирської міської ради, заступник Житомирського голови з питань діяльності виконавчих органів влади               |
| 29                                | Тичина Володимир Андрійович         | 05.11.2010            | вища               | «Рідне місто»                                                       | ПП «ВЖРЕП№ 4», директор |
| Сильна Україна                    |                                     |                       |                    |                                                                     | |
| 1                                 | Пухтаєвич Михайло Георгієвич        | 05.11.2010            | вища               | позапартійний                                                       | ПП "ВКП «Проспект», директор |
| УДАР                              |                                     |                       |                    |                                                                     | |
| б/м                               | Шкуропат Тетяна Володимирівна       | 05.11.2010            | вища               | «УДАР (Український Демократичний Альянс за Реформи) Віталія Кличка» | Архітектурно планувальне бюро Управління містобудування архітектури та дизайну міського середовища Житомирської міської ради, начальник |
| б/м                               | Глазунов В'ячеслав Володимирович    | 05.11.2010            | середня спеціальна | «УДАР (Український Демократичний Альянс за Реформи) Віталія Кличка» | ТОВ «Укрбудкомплекс», директор |
| Українська платформа              |                                     |                       |                    |                                                                     | |
| 14                                | Величко Олександр Юлійович          | 05.11.2010            | вища               | «Українська платформа»                                              | ЖФ КІБІТ, викладач |
| Фронт Змін                        |                                     |                       |                    |                                                                     | |
| б/м                               | Буряченко Борис Дмитрович           | 05.11.2010            | вища               | Фронт змін                                                          | ТОВ «Лекон», директор |
| б/м                               | Фещенко Олександр Анатолійович      | 05.11.2010            | вища               | Фронт змін                                                          | ТОВ «Укрелітбуд», генеральний директор                                                                                                  |
| б/м                               | Рабінович Олександр Юхимович        | 05.11.2010            | середня            | Фронт змін                                                          | ТОВ «Маген-Україна», директор |
| б/м                               | Ковалюк Неля Дмитрівна              | 05.11.2010            | вища               | Фронт змін                                                          | ПГ «Гарантія», менеджер з адміністративних питань                                                                                       |
| б/м                               | Мірошніков Сергій Олексійович       | 05.11.2010            | вища               | Фронт змін                                                          | ТОВ "Торговий дім «Міріса», генеральний директор                                                                                        |
| б/м                               | Пархомчук Ольга Олексіївна          | 05.11.2010            | вища               | Фронт змін                                                          | приватний підприємець |
| 3                                 | Михалець Володимир Миколайович      | 05.11.2010            | вища               | Фронт змін                                                          | Житомирська міська рада, директор департаменту власності та ринкового регулювання                                                       |
| 12                                | Амелін Андрій Володимирович         | 05.11.2010            | вища               | Фронт змін                                                          | ТОВ «Марконті», консультант |
| 22                                | Боровська Наталія Дмитрівна         | 05.11.2010            | вища               | Фронт змін                                                          | ТОВ «Петрус», керівник відділу маркетингу                                                                                               |
| 24                                | Мойсеєв Юрій Володимирович          | 05.11.2010            | вища               | Фронт змін                                                          | приватний підприємець |
| Українська республіканська партія |                                     |                       |                    |                                                                     | |
| 23                                | Кропивницький Володимир Миколайович | 05.11.2010            | вища               | позапартійний                                                       | приватний підприємець |

### Керівний склад попередніх скликань
| Прізвище, ім'я, по батькові        | Основні відомості                                                                 | Дата обрання | Дата звільнення |
| ---------------------------------- | --------------------------------------------------------------------------------- | ------------ | --------------- |
| Буравков Георгій Анатолійович      | Міський голова, 1957 р.н., освіта вища, позапартійний                             | 26.03.2006   | 31.10.2010      |
| Шелудченко Віра Тимофіївна         | Міський голова, 1952 р.н., член партії Наша Україна                               | 26.03.2006   | 31.10.2010      |
| Дебой Володимир Михайлович         | Міський голова, 1969 р.н., освіта вища, член Партії регіонів                      | 31.10.2010   | 25.02.2014      |
| Сухомлин Сергій Іванович           | Міський голова, 1971 р.н., освіта вища, член партії Блок Порошенка «Солідарність» | 15.11.2015   | 19.09.2024      |
| Шиманська Галина Степанівна (в.о.) | Секретар міської ради, 1970 р.н., освіта вища, позапартійна                       | 19.09.2024   |                 |

Примітка: таблиця складена за даними сайту Верховної Ради України та ЦВК

## Історія
15 вересня 1930 року місто Житомир було підпорядковане до столичного центру, створено приміську зону Житомирської міської ради з Андріївської, Вересівської, Гадзинської, Голіївської, Кам'янської, Крошенсько-Української, Крошенсько-Чеської, Соколово-Гірської сільських рад Черняхівського, Вацківської, Калинівської, Левківської, Пісківської, Пряжівської, Станишівської сільських рад Іванківського, Альбінівської, Барашівської, Богунської, Псищанської, Сінгурської, Янушевицької сільських рад Троянівського районів розформованої Волинської округи.
16 лютого 1933 року ліквідовано Андріївську сільську раду, утворено Скоморохську з центром у с. Скоморохи сільську раду.
17 жовтня 1935 року до складу міської ради включено В'юнківську, Жовтобрідську, Покостівську, Соболівську, Тартачківську, Улянівську, Шиєцько-Будську ліквідованого Мархлевського району, Березівську, Дубовецьку, Колодіївську, Садківську, Черемошненську сільські ради Черняхівського району, 14 листопада 1935 року — Буцьку, Високопічську, Денишівську, Корчацьку, Старошийківську, 20 червня 1937 року — Ново-Руднянську сільські ради Троянівського району.
22 вересня 1937 року Житомирську міську раду, разом з приміською смугою, було передано до складу новоствореної Житомирської області.
14 травня 1939 року всі сільські ради переведено до складу новоствореного Житомирського сільського району.
До 2018 року — адміністративно-територіальна одиниця у Житомирській області з територією 61 км², населенням 268 000 осіб (станом на 1 серпня 2015 року) та підпорядкуванням міста Житомир з Богунським та Корольовським районами в складі.
27 вересня 2018 року увійшла до складу новоствореної Житомирської міської територіальної громади.